# Trechinae
Los trequinos (Trechinae) son una subfamilia de coleópteros adéfagos perteneciente a la familia Carabidae. 

## Tribus
Se reconocen las siguientes tribus:
- Tribu Bembidiini Stephens, 1827
  - Subtribu Anillina Jeannel, 1937
  - Subtribu Bembidiina Stephens, 1827
  - Subtribu Tachyina Motschulsky, 1862
  - Subtribu Xystosomina Erwin, 1994
- Tribu Horologionini Jeannel, 1949
- Tribu Pogonini Laporte, 1834
- Tribu Trechini Bonelli, 1810
  - Subtribu Aepina Fowler, 1887
  - Subtribu Cnidina Jeannel, 1958
  - Subtribu Perileptina Sloane, 1903
  - Subtribu Plocamotrechina Jeannel, 1960
  - Subtribu Trechina Bonelli, 1810
  - Subtribu Trechodina Jeannel, 1926
- Tribu Zolini Sharp, 1886
  - Subtribu Chalteniina Roig-Juñent & Cicchino, 2001
  - Subtribu Sinozolina Deuve, 1997
  - Subtribu Zolina Sharp, 1886